# 北长山岛
北长山岛位于华北平原山东半岛以北的渤海海峡中，是庙岛群岛中一座岛屿。北长山岛原属长岛县管辖，2020年长岛县与蓬莱市合并成立了烟台市蓬莱区，现北长山岛属于蓬莱区北长山乡管辖。

## 地理
历史上，北长山岛与南长山岛合称为“长山岛”，因岛形南北狭长故名。北长山岛略呈长形，长轴北西向延展，长约5.1千米，东西最宽处约2.5千米。面积7.9778平方千米，海岸线长15.40千米。最高点位于岛中部的蒿山，海拔195.7米。北长山岛与南长山岛之间有玉石街大坝和南北长山联岛大桥相连。